# Cristián Berdeja
David Cristián Berdeja Villavicencio (né le 21 juin 1981 à Coyuca de Benítez, Guerrero) est un athlète mexicain, spécialiste de la marche.
Il a remporté les titres de champion du monde junior en 2000, de champion panaméricain junior en 1999 et de champion d'Amérique centrale junior en 2000.